# Lange (przedsiębiorstwo)
Lange – jeden z głównych producentów butów narciarskich, zwłaszcza stosowanych w narciarstwie alpejskim (zjazdowym). W 1962 roku wprowadzili pierwsze na świecie plastikowe buty narciarskie, a w 1965 roku znacznie ulepszony model skierowany na rynek wyścigów. Od tego czasu byli liderem na rynku zawodniczym. Do 2000 roku ich buty były używane przez pięć razy więcej zdobywców medali Pucharu Świata niż jakakolwiek inna marka. Konstrukcja przedniego wejścia wprowadzona przez Lange jest używana do dziś w prawie każdym nowoczesnym bucie narciarskim. Lange pozostaje główną marką na całym świecie.

## Historia
Podobnie jak narty i wiązania, buty narciarskie również ewoluowały z wcześniejszych stylów biegowych. W latach pięćdziesiątych XX wieku były one zasadniczo niezmienione od XIX wieku i składały się z grubej podeszwy z cieńszą górną skorupą ze skóry, podobnie jak normalne buty zimowe. Elastyczna podeszwa pozwalała butowi wyginać się do przodu na palcach, aby umożliwić ruch krocza w terenie. Górny mankiet zapewniał niewielkie wsparcie boczne, ponieważ nie stanowiło to poważnego problemu podczas biegów przełajowych. Idealnie, w przypadku narciarstwa zjazdowego but byłby sztywny z boku na bok, aby przenosić siły obrotowe na nartę, umożliwiając narciarzowi bezpośrednie uderzenie w nartę. Co więcej, w roli zjazdowej nie było potrzeby wyginania do przodu podeszwy, która i tak była zaciśnięta.
Poważny błąd techniczny w 1970 roku doprowadził do trudności finansowych i ostatecznej sprzedaży marki Lange firmie Garcia w 1973 roku. Pod nowym właścicielem firma kontynuowała rozwój klasycznego projektu butów narciarskich otwieranych z przodu. W serii modeli mankiet zaczął rozciągać się w górę łydki, aby znacznie poprawić kontrolę kierunkową i zmniejszyć urazy dolnej części nogi. W końcu także Garcia wpadła w kłopoty finansowe, a ich zestaw produktów narciarskich został zakupiony przez właściciela Rossignol w 1978 roku. Pod ich kierownictwem Lange wypuścił słynne jasnopomarańczowe projekty XL-R i Z z lat 80. Nowoczesne buty Lange niewiele różnią się od tych modeli.